# Wood Lane metróállomás
A Wood Lane a londoni metró egyik állomása a 2-es zónában, a Circle line és a Hammersmith & City line érinti.

## Története
A Wood Lane állomást 1908. május 1-jén adták át a Metropolitan line részeként, 14-én pedig az alatta futó Central line megállóját is átadták azonos névvel. A fenti megállót 1914-ben bezárták, 1920-ban Wood Lane (White City) névvel nyitották újra, a lenti állomást pedig hurokból átalakították átmenő vágányosra. 1947-től a fenti állomás a White City nevet viselte, a lentit bezárták és White City névvel új állomást adtak át kissé északabbra. A Metropolitan line állomása 1959-ben leégett, és felújítás helyett ezt is bezárták. Az új állomást 2008. október 8-án adták át, újra Wood Lane névvel.
Jelenleg a Hammersmith & City line vonatai állnak meg az állomáson. 2009 decemberétől a Circle line is érinti. Az állomástól kb. 200 méterre található a Central line White City nevű megállója.

## Forgalom
| Járat | Útvonal | Gyakoriság       |
| ----- | --- | ---------------- |
|       | Hammersmith – Goldhawk Road – Shepherd’s Bush Market – Wood Lane – Latimer Road – Ladbroke Grove – Westbourne Park – Royal Oak – Paddington – Edgware Road – Baker Street – Great Portland Street – Euston Square – King’s Cross St. Pancras – Farringdon – Barbican – Moorgate – Liverpool Street – Aldgate – Tower Hill – Monument – Cannon Street – Mansion House – Blackfriars – Temple – Embankment – Westminster – St. James’s Park – Victoria – Sloane Square – South Kensington – Gloucester Road – High Street Kensington – Notting Hill Gate – Bayswater – Paddington – Edgware Road | 10-15 percenként |
|       | Hammersmith – Goldhawk Road – Shepherd’s Bush Market – Wood Lane – Latimer Road – Ladbroke Grove – Westbourne Park – Royal Oak – Paddington – Edgware Road – Baker Street – Great Portland Street – Euston Square – King’s Cross St. Pancras – Farringdon – Barbican – Moorgate – Liverpool Street – Aldgate East – Whitechapel – Stepney Green – Mile End – Bow Road – Bromley-by-Bow – West Ham – Plaistow – Upton Park – East Ham – Barking | 8-10 percenként  |

## Átszállási kapcsolatok

Az állomás és környéke

| Állomás   | Átszállási kapcsolatok                                                                              |
| --------- | --------------------------------------------------------------------------------------------------- |
| Wood Lane | Central line (200 méter séta: White City) Helyi buszok (White City Bus Station, White City Stadion) |

## Fordítás
Ez a szócikk részben vagy egészben  a   Wood Lane tube station című angol Wikipédia-szócikk fordításán alapul.  Az eredeti cikk szerkesztőit annak laptörténete sorolja fel. Ez a jelzés csupán a megfogalmazás eredetét és a szerzői jogokat jelzi, nem szolgál a cikkben szereplő információk forrásmegjelöléseként.